# Leyland L60
Leyland L60 був британським 19-літровим (1200 куб. дюймів) вертикальним шестициліндровим опозитно-поршневим двотактним багатопаливним дизельним двигуном, розробленим Leyland Motors наприкінці 1950-х — на початку 1960-х років для основного бойового танка (MBT) Chieftain. Двигун також використовувався в Vickers MBT і його похідній індійській моделі Vijayanta.

## Розробка
Початковим двигуном у 1954 році для того, що на той час було відомо як «Середній гарматний танк № 2», який пізніше отримав позначення «FV4201» і отримав службову назву «Chieftain», був дизельний V8 Rolls-Royce, однак під час Chieftain Стадія проектування У 1957 році НАТО запровадила політику, згідно з якою всі броньовані бойові машини мали можливість працювати з різними видами палива. [ потрібне цитування ] Це залишило двигун Rolls-Royce непридатним варіантом, тому потрібен був новий двигун із такою можливістю. [i] [ii]
Leyland Motors під керівництвом Науково-дослідного центру бойових машин (FVRDE) у Чертсі попросили розробити опозитно-поршневий двотактний дизель подібної конструкції до тих, які раніше виробляли Napier [iii] і Tilling-Stevens, двигун Commer TS3 [iv] останнього був особливо високо оцінений.
Ця конфігурація, окрім того, що добре підходить для використання на різних видах палива, також мала переваги простої конструкції з малою кількістю деталей, мала несучі навантаження та хороші характеристики холодного запуску. Певну технічну допомогу Leyland надала компанія Rolls-Royce, яка на той час була материнською компанією Napier, що займається виробництвом авіаційних двигунів, а сама Napier залишалася дочірньою компанією English Electric. [v] І Тіллінг-Стівенс, і Лейленд виготовили одноциліндрові прототипи двигунів для проекту танкового двигуна, і до 1959 року остаточна конструкція двигуна стала Leyland 60, або L60, з першим двигуном, який запрацював того ж року.

## Огляд
Одна з причин, чому була обрана незвичайна конфігурація L60, полягала в тому, щоб отримати якомога компактнішу силову установку, щоб висота транспортного засобу була настільки низькою, наскільки це можливо, вимога до філософії дизайну Chieftain, яка також була помічена в положення водія лежачи.
Використання двотактного циклу дозволило отримати більшу потужність для заданого робочого об'єму, причому очікується, що 19-літровий дизельний двигун матиме приблизно таку ж потужність, як і 600-сильний 27-літровий бензиновий двигун Meteor tank [vii] менше місця в моторному відсіку. Продувка, необхідна у великому двотактному дизелі для евакуації циліндрів вихлопних газів, виконувалася повітродувкою Рутса.

## Технічне обслуговування
Двигун L60 і система охолодження Chieftain були сконструйовані в інтегрований пакет двигунів, який можна було замінити «в польових умовах» за допомогою крана броньованої ремонтної машини FV434 , яка була розроблена для цієї мети, і повна заміна двигуна тривала близько одного… півтори, до 2 годин.
Вимога щодо легко змінного пакета двигунів була результатом аналізу попередніх танкових битв британської армії, який прийшов до висновку, що ймовірна майбутня танкова битва триватиме не довше двох годин, тому найвибагливіша вимога, яка очікується для будь-якого танкового двигуна під час війни, буде: щоб він працював на повну потужність лише протягом цього загального проміжку часу, тому було б вигідно, щоб його зняли з машини після бою та замінили на новий двигун протягом мінімального часу. [viii]
Це також дозволить працювати над двигунами в належним чином обладнаних майстернях REME, а не «в польових умовах», коли двигуни замінюватимуться між транспортними засобами та майстернями за потреби. [ix] Ця філософія також була застосована до сучасної серії автомобілів FV430.

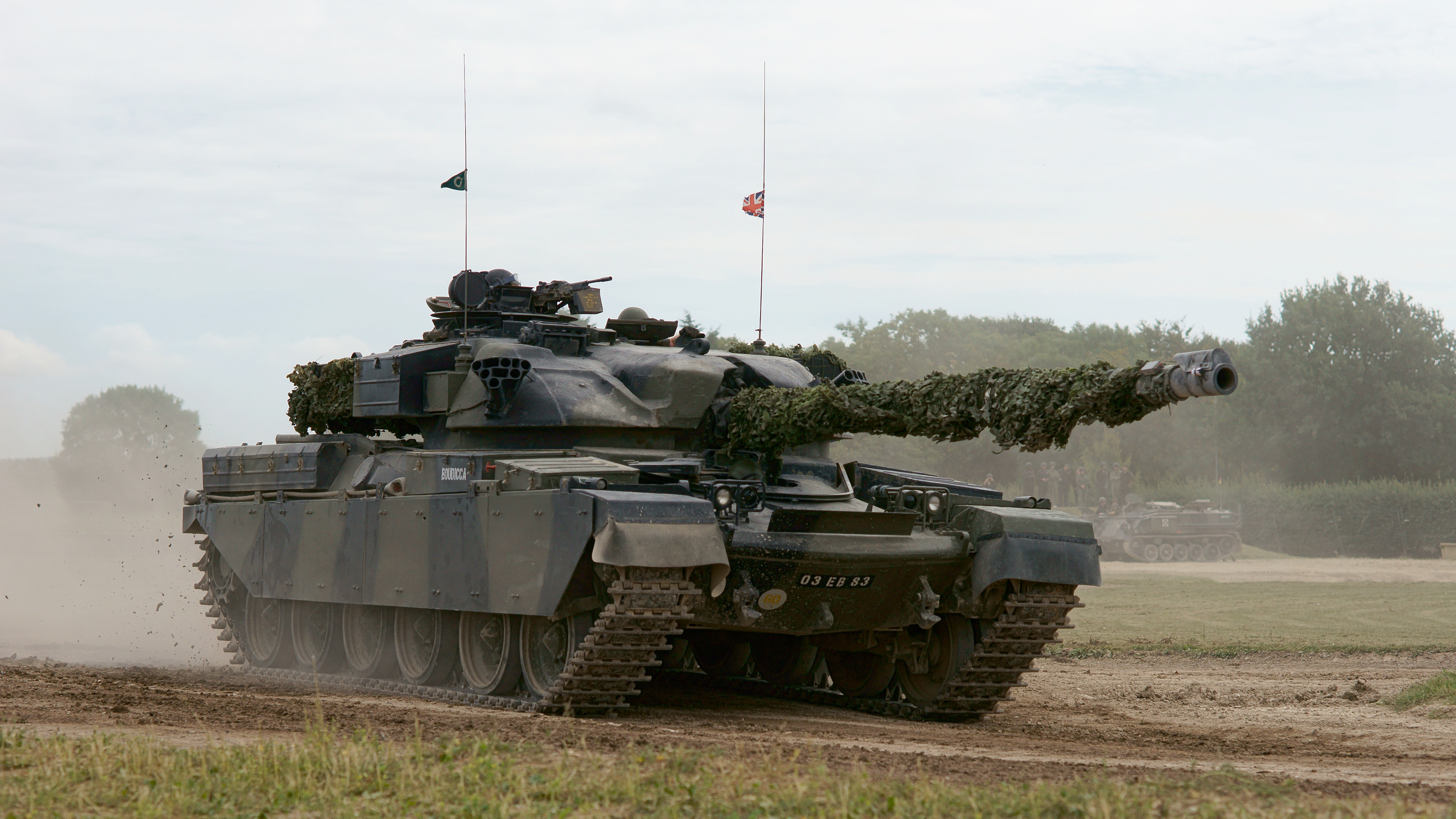
The Chieftain.

## Продуктивність
Початкові серійні агрегати L60 мали потужність 585 к.с. при 2100 об/хв, що в порівнянні з проектною початковою потужністю становило 600 к.с., і вони страждали від проблем з надійністю. Ці проблеми були загострені під час представлення Chieftain через початкову неадекватність запасних частин і недостатню кількість запасних двигунів.  Проблема з надійністю L60 була б набагато гіршою, якби не знімний пакет двигуна, який зазвичай дозволяв транспортному засобу знову працювати з двигуном на заміну протягом кількох годин після поломки. Постійним джерелом проблем була несправність ущільнення гільзи циліндра, що призвело до витоку охолоджуючої рідини в отвір циліндра. Ремені приводу вентилятора перенапружували корпуси підшипників вентилятора в картері, що призвело до розтріскування. Надійність покращилася з часом завдяки модифікаціям і програмам удосконалення, таким як програма «Sundance», яка також покращила вихідну потужність. «Санденс» проводився в п'ять основних етапів між 1976 і 1979 роками. «Санденс» передували «Dark Morn», «High Noon» і початковий "Fleetfoot"Мабуть, будучи шанувальником західного кіно. Програма «Санденс» була предметом парламентських запитань у Палаті громад у 1978 році. Після остаточного усунення більшості попередніх проблем з надійністю та потужністю L60 рівень доступності транспортних засобів зріс до 80 %. Під час війни в Перській затоці 1990 року рівень готовності AARV Chieftain і CHAVRE перевищив рівень готовності танка Challenger 1 , який на той момент замінив Chieftain.
Двигуни остаточного виробництва становили 750 к.с. (560 кВт). Модифікації двигунів, що експлуатувалися в рамках різних програм удосконалення, означали, що кінцеві двигуни L60 мали 750 к.с. (560 кВт).
Спочатку, через незнайомість з двотактним двигуном, що відрізняється від вихлопу та діапазоном потужності порівняно з чотиритактним двигуном, і через труднощі з вибором правильної передачі, необхідної для конкретного завдання водіння, водії-стажисти мали тенденцію занижувати обороти двигуна. двигуни та використовували неправильний вибір передач, що призводило до великих труднощів підйому на схили, і коли Chieftain Mk 1 було вперше представлено, деяким водіям було важко піднятися на транспортний засіб на причепи транспортерів танків Thornycroft Antar.

## Варіанти L60
- Mark 1 — Mark 4 , прототипи двигунів, завершені з 1959 по 1965 рік, 60 виготовлених
- Mark 4A , перший серійний варіант, січень 1965 року, потужністю 585 к.с. Використовувався в Chieftain Mk 1, який використовувався для тренувань у таборі Бовінгтон і гарнізоні Кетерік.
- Mark 4A2 , Mark 4A з новою поршневою головкою, виробляв 650 к.с., листопад 1965 р.
- Mark 4B , знижений рейтинг Mark 4A2 для Vickers MBT/Vijayanta, який був приблизно на 17-18 тонн легшим за Chieftain. У цьому автомобілі L60 зазнало менше проблем з надійністю. 540 к.с
- Mark 5A , модифікований поршень з масляним елементом і зсувною чашею, новий картер, підшипники вентилятора з мастилом під тиском, 650 к.с., представлений у квітні 1969 року для Chieftain Mk. 3.
- Mark 6A , виготовлений у жовтні 1970 року, оснащений двоступеневим очисником повітря, потужністю 650 к.с. Встановлюється на Chieftain Mk. 3(S) «Пісочна людина»
- Mark 7A , що випускався з жовтня 1971 року, кульмінація початкової програми розвитку «Fleetfoot», трилопастний повітродувник, новий блок циліндрів із зміненим розташуванням дефлекторів ременя вентилятора, оновлені вкладиші, нові радіатори, герметик Belzona, який використовується для ущільнень вкладишів, збільшений потужність до 720 к.с. Для вождя Мк. 5, Mk. 3/2 і Mk 3/3.
- Mark 8A , дволопатевий повітродувник, комерційна версія для загального продажу замовникам, окрім британської армії, Mark 7A, новий оброблений дробом матеріал вкладиша, нові поршні, збільшена потужність до 750 к.с. Використовується в Chieftain Mk 5, останньому виробничому варіанті Chieftain. Пізніші марки були модернізацією існуючих транспортних засобів.
- Mark 9A , червень 1977 р. Модифікації «Dark Morn», включаючи новий матеріал вкладишів, нові поршні та поршневі кільця з покращеним охолодженням масла, нові приводи вентиляторів, 750 к.с.
- Mark 10A , експортна версія Mark 9A з дволопастним повітродувним механізмом. Двигуни Mark 10A мали додаткове очищення повітря для пустельного середовища в Ірані.
- Mark 11A — Mark 12A , модифікації «Sundance» для усунення проблем з надійністю, ущільнювальне кільце блоку/вкладиша, збережене ущільнювальними вкладишами, нові форсунки, паливні фільтри CAV, ремені приводу вентилятора Poly-V, представлені в березні 1978 р., підвищена потужність до 750 к.с. Цільовий ресурс двигуна в 4000 миль досягнутий до грудня 1978 р.
- Mark 11A/N — Mark 12A/N , серпень 1979 позначення для модифікованих двигунів Mark 11A та Mark 12A без ущільнювального кільця на гільзах циліндрів.
- Mark 13A — Mark 14A , квітень 1980 року зміни позначення двигунів Mark 11A/N — Mark 12A/N, 750 к.с.

У 1975 році всі британські Chieftains були доведені до стандарту Chieftain Mark 5 у рамках програми «Totem Pole», яка включала встановлення всіх автомобілів L60 Mark 8A потужністю 750 к.с. Під час модернізації «Тотемного стовпа» машини Chieftain Mk 2 отримали позначення Mark 6. Машини Mk 3 стали Mk 7, а машини Mk 3/3 стали Mk 8.

## Передача
Двигун поєднувався з потрійною диференціальною епіциклічною коробкою передач Merritt-Brown TN12  , яка забезпечувала «регенеративне» рульове управління, похідну від системи, яка вперше була використана на танку Churchill. Коробка передач була напівавтоматична з ножним приводом і мала шість передач вперед і дві назад. Як і двигун, він був розроблений для швидкої заміни. TN12 спочатку був розроблений для скасованої серії легких танків FV300. Зменшена версія TN12, TN15, використовувалася в серії транспортних засобів CVR(T)